# Canton de Belmont-de-la-Loire
Le canton de Belmont-de-la-Loire est une ancienne division administrative française située dans le département de la Loire et la région Rhône-Alpes.

## Géographie
Ce canton était organisé autour de Belmont-de-la-Loire dans l'arrondissement de Roanne. Son altitude variait de 371 m (La Gresle) à 881 m (Belleroche) pour une altitude moyenne de 547 m.

Cuinzier est une commune du nord du département de la Loire dans l'arrondissement de Roanne. Elle faisait partie jusqu'à une date récente de l'ancien canton de Belmont-de-la-Loire et elle est englobée depuis la réforme 2013-2015 dans le nouveau canton de Charlieu, beaucoup plus vaste.
Cuinzier est limitrophe de six autres communes. C'est avec Jarnosse au sud-ouest que les limites - 2,7 km -sont les plus longues. En revanche c'est avec Sevelinges au sud qu'elles sont les plus courtes soit 850 mètres. A l'est Cuinzier confine avec Le Cergne sur 2 km, au nord-est avec Arcinges sur 2 km, avec Mars au nord sur 1,6 km, avec Villers à l'ouest sur 1,5 km. Le périmètre du territoire cuinzerot est ainsi d'environ 11 km. Son aire municipale est de dimension nettement inférieure à la moyenne des communes du canton avec un peu moins de 6 km2.
. 	Sa situation place Cuinzier sur le plan humain et économique dans le Roannais mais la géographie physique l'inclut dans les marges du haut Beaujolais.
L'ovale approximatif dans lequel s'inscrit le territoire municipal de Cuinzier constitue une surface inclinée, d'une manière générale, du sud-est au nord-ouest. Aménagée à peu près entièrement dans les terrains cristallins parcourus de taille de directions orthogonales la morphologie géologique inclut la commune dans le massif beaujolais même si la modestie des altitudes la place sur les marges occidentales de ce massif; toujours est-il que le granit ne cesse d'affleurer que sur les limites ouest de la commune.
Cependant le relief de la commune peut être décrit comme un shed surbaissé à trois pans, chacun de ces pans s'élevant ou s'abaissant du sud-ouest au nord-est. Ce modelé est déterminé par le cours du ruisseau le Cuinzerot ou Jarnossin de Cuinzier qui traverse la commune et par l'interfluve qui sépare ce ruisseau d'un autre cours d'eau, le Chandonnet celui-ci formant la limite du territoire de Cuinzier au nord-est. Cet interfluve commence, du moins dans le cadre de la commune, sur les hauteurs du Mont Rolland autour de 610 m. d'altitude au sud-est. Cette éminence n'est en quelque sorte que le rebond de hauteurs plus considérables situées à l'est - le Bois de Joux (plus de 700 m.) au Cergne et au sud -le Bois Grangent (près de 700 m.) à Sevelinges. L'interfluve en question représente en quelque sorte l'ossature de la commune son flanc nord constituant un premier plan incliné qui descend vers le Chandonnet. Le flanc sud de l'interfluve forme un autre plan, incliné en sens inverse du précédent, descendant vers le cours du Jarnossin.  Au sud du Jarnossin une troisième surface, en pente plus forte, s'élève jusqu'aux hauteurs qui culmine au Crêt Châtelus (577 m. d'alt.) . La pente de ce versant est effectivement assez importante : un dénivelé de 127 mètres sur 500 m. de distance aboutissant à 25 % de pente.
Enfin, au-delà du Crêt Châtelus s'amorce ce qui pourrait constituer, si ce n'était sa superficie très limitée dans la commune, un quatrième plan incliné descendant vers le Jarnossin (de Jarnosse).
Le point culminant de la commune est représenté par le sommet du Mont Rolland à 614 m. d'alt., les points les plus bas se situant à la sortie du territoire municipal des deux cours d'eau vers 390 m. dans les deux cas.
L'altitude moyenne de l'aire municipale s`établit à 480 mètres.
Le Cuinzerot, qui se jette à Jarnosse dans le Jarnossin, affluent direct de rive droite de la Loire, et le Chandonnet sous affluent du fleuve par le Sornin naissent tous deux sur les flancs du Bois Grangent le premier sur le territoire-même de Cuinzier, le second sur le territoire du Cergne.Le débit du Chandonnet mesuré en 2005 dans le secteur qui nous occupe à la limite de Cuinzier et d'Arcinges n'est encore que de 7,5 l./s., l'étiage quinquennal ne dépassant pas 4 l./s.
Seul à être abondamment boisé le secteur du Crêt Châtelus concentre la plus grande partie des 78 ha de forêt de la commune dont le taux de boisement ne s'élève finalement qu'à 13 % du territoire (à rapprocher de la couverture forestière nettement plus forte des communes voisines dont l'altitude moyenne est plus élevée : 51 % à Écoche, 52 % au Cergne). La quasi-totalité du manteau forestier - 95 % - est constitué de conifères les feuillus y ayant donc une très faible part.
Cependant une partie du territoire communal, la frange nord-ouest, échappe au schéma précédemment décrit. Un bloc allongé de terrains cristallins s'étirant à cet endroit du nord-est au sud-ouest oblige les deux cours d'eau, Chandonnet et Cuinzerot, qui coulaient depuis leur source du sud-est vers le nord-ouest à brusquement diverger, le Chandonnet obliquant vers le nord,-ouest, le Cuinzerot vers le sud-ouest. Ce bloc constitue une sorte de plateau qui est d'ailleurs couvert de terrains autochtones de décomposition, terrains fertiles qui en font un "fromental" (cf. le nom d'un quartier de la commune voisine de Villers).
Cuinzier constitue une nœud routier à l'échelle régionale puisque en divergent, à partir de deux carrefours, non moins de six voies le reliant à son environnement géographique. Le principal de ces carrefours est une patte d'oie située à la sortie ouest du bourg; de là s'éloigne descendant vers le nord-nord-ouest la D70, très passante, qui se dirige vers la ville de Charlieu éloignée de 11 km. Du même point une route départementale moins fréquentée, la D39, mène vers le sud-ouest, en descendant vers le Jarnossin, au bourg de  Jarnosse et permet de rejoindre un peu avant ce village la "route de la vallée" suivant le cours de la rivière, ce qui représente un itinéraire alternatif en direction de Roanne. Enfin, entre les deux précédentes, une troisième route, la D13, montante celle-ci permet, au-delà du  bourg de Villers à 3 km de là , d'aller à Roanne en 21 km. selon un itinéraire particulièrement fréquenté. Aussi bien, le carrefour en question représente t-il un point de divergence entre deux directions essentielles à l'échelle régionale puisque le choix s'offre ici à la circulation venant du haut-Beaujolais entre une voie qui par Charlieu conduit à la vallée de la Loire et ainsi à Marcigny, Digoin et Nevers et une autre qui par Roanne permet d'atteindre Saint-Étienne et Clermont-Ferrand.
D'une importance moindre, un autre carrefour existe, à la sortie est de Cuinzier, donc  à l'opposé du premier par rapport au bourg; la même D70, qui dans l'autre sens conduit à Charlieu, en s'éloignant d'ici vers le sud-est monte vers  le col de la Croix Couverte et permet de gagner Cours-la-Ville, à 6 km de Cuinzier. De ce même point part un chemin vicinal qui, sans être donc classé comme route en joue pleinement le rôle, monte vers le bourg haut perché du Cergne représentant donc une bretelle de la voie menant à cette commune par la Croix Couverte.
Du centre-bourg de Cuinzier d'autre part la D39 qui vient de Jarnosse se prolonge en direction de la petite commune voisine d'Arcinges.
Autant que de son chef-lieu de canton, Charlieu, distant  de 11 km Cuinzier est dans la zone d'influence de Cours-la-Ville situé à 7 km seulement.
Une ligne régulière d'autocar reliant Charlieu à Thizy-les-Bourgs dessert quotidiennement Cuinzier avec quatre arrêts, l'un au croisement de la route de Villers, un autre au centre du bourg, un autre encore à la Croix Rouge, un autre enfin au Mont Rolland. La gare ferroviaire la plus proche est celle de Chauffailles en Saône-et-Loire sur l'itinéraire Lyon-Paray-le-Monial éloignée de 16 km, celle de Roanne sur la ligne Lyon-Paris se trouve à 23 km. Pour se rendre à Lyon on peut si on le souhaite rejoindre en 19 km la gare de Saint-Victor-sur-Rhins. Un recours est représenté par la gare de Chauffailles sur la ligne de Lyon à Paray-le-Monial distante de 15 km. La ligne TGV Lyon-Paris peut être atteinte soit à Lyon à 85 km de Cuinzier, soit à Mâcon-Loché à 69 km soit encore en direction de Paris à la gare de Montchanin-Le Creusot certes éloignée de 94 km mais qu’une ligne d’autocar dessert à partir de Roanne ou à partir d’un arrêt plus proche à Pouilly-sous-Charlieu.
En ce qui concerne l'attraction que peut exercer sur Cuinzier et les villages voisins une ville moyenne  (concept se référant à une agglomération de plus de 20 000 habitants) Roanne n'a pas de rivale. Sa proximité lui accorde sur la commune une influence prépondérante sur le plan culturel (sa presse notamment), économique et social (l'emploi) et sanitaire (hôpital, clinique). Quant à la métropole régionale Lyon elle éclipse par sa forte attractivité le chef-lieu du département auquel appartient la commune, Saint-Étienne ville moins considérable et plus éloignée (plus de 100 km).
Cuinzier a connu comme bien d'autres un essor démographique important pendant les trois premiers quarts du XIXe époque de forte natalité dans les campagnes; le pic démographique fut atteint en 1881 avec 1 261 habitants. L'exode rural induit par la révolution industrielle n'a pas épargné Cuinzier  par la suite  comme ce fut le cas pour la plupart des communes rurales de la région. C'est l'époque où la main d'œuvre en surabondance dans les campagnes va grossir les effectifs  ouvriers des petites villes des environs telles Cours ou Charlieu mais aussi de Roanne. S'ensuivit une longue période de déclin du peuplement aggravé par l'hémorragie humaine occasionné par la Première Guerre mondiale et l'effondrement de la natalité et qui se  poursuivit jusqu'à un étiage très bas de 571 personnes en 1982 vidant ainsi la commune de plus de la moitié de sa population en un siècle. En revanche, depuis au moins le début des années 1990 du siècle dernier, une reprise sensible s'est produite au rythme annuel de 0,7 % assez soutenu pour porter à 720 le nombre actuel des habitants de la commune.
La répartition de la population sur le territoire de la commune laisse apparaître une relative dispersion conforme aux caractéristiques d'un paysage bocager. La plupart des lieuxdits tels le Petit Bois, le Sapin, le Châtelet ou les Graffières ne groupent qu'un nombre restreint de foyers; seuls constituent des noyaux de peuplement plus importants les hameaux du Mont Rolland, de chez Cortant, du Pilon et du Mal Viré (celui-ci faisant face au nord). L'accroissement récent de la population a profité, outre le bourg, à des écarts comme Chevignon et Proton et un ensemble pavillonnaire est même apparu à la Grande Maison.
Le bourg de Cuinzier attire l'attention par sa structure originale. D'abord, à la différence de ce qui a lieu dans la plupart  des communes rurales de la région où le bourg n'a qu'une prépondérance très relative sur les autres lieux habités, celui de Cuinzier constitue une agglomération nettement prédominante sur son territoire. Une autre spécificité résulte dans son cas de l'existence de deux hameaux constituant pour lui de véritables faubourgs, l'un, le Village, en contrebas du centre, l'autre la Croix Rouge un peu en amont, celui-ci si intimement lié au bourg qu'aucune solution de continuité n'existe entre leurs habitations. Enfin, l'individualisation de véritables quartiers Montclair ou Bel Viré (car il fait face au sud; cf Tournemidi à Cublize), l'existence de deux places publiques, de deux rues parallèles à la rue principale, d' immeubles à plusieurs étages,  la longueur même - plus d'un kilomètre- de l'artère centrale tout cela concourt à donner l'impression à celui qui traverse Cuinzier d'avoir affaire à une importante bourgade.
Le récent dynamisme démographique de la commune n'est pas démenti par sa vie  économique. Rien ne subsiste il est vrai aujourd'hui de l'ancienne activité textile, autrefois si présente dans cette commune du Roannais. Il convient de rappeler à ce propos qu'une usine de soierie fonctionnait jadis en plein cœur du village. En revanche l’industrie et l'artisanat sont particulièrement étoffés à Cuinzier. Deux zones artisanales, l'une plus récente que l'autre situées à la sortie occidentale de l’agglomération de part et d’autre de la route de Villers groupent des activités productives. S'y trouvent un atelier de métallerie-serrurerie, un autre de tôlerie-soudure-chaudronnerie, une société de chauffagisme, une autre de réparation de machines et équipements mécaniques, une activité de conditionnement de produits de décoration. Ces zones d’activité ont aussi accueilli une entreprise de couverture, une autre de conditionnement de bois de chauffage et une société commercialisant des articles de visserie. Le domaine de l’automobile y est représenté par une société de transport routier interurbain et une garage de mécanique automobile.
Dans le bourg même est implantée une usine de métallerie-serrurerie, l’artisanat y est représenté également par une activité de nettoyage de bâtiments; à proximité du bourg par un important garage de mécanique et de carrosserie de véhicules utilitaires lourds et, pour ce qui est du bâtiment  par une entreprise de maçonnerie et une autre de plâtrerie-peinture, une autre encore de sablage. Hors de l'agglomération on rencontre au lieudit le Petit Bois une activité de terrassement et une autre de désinsectisation.
Le commerce réunit un magasin d'alimentation et un bar dans le centre où un commerçant ambulant en textile a aussi sa résidence. Des commerces spécialisés complètent ce domaine économique : au lieudit le Pilon un commerce de gros d’instruments de mesure, Route de Villers un commerce de pneus; une activité de vente de bois de chauffage  fonctionne au lieudit le Mont Rolland et une activité de recyclage et brocante a été créée dans le centre du bourg.
Dans le domaine des services fonctionnent enfin un salon de coiffure, une auberge-restaurant, une pizzeria, un magasin d'alimentation, un bar,  deux gîtes  ruraux. Au lieudit les Frontières travaille à distance un scientifique.
L'offre de santé est représentée par une infirmière libérale  et une kinésithérapeute exerçant dans le bourg.
La régression de la part prise par l'agriculture par rapport à l'ensemble des activités économiques, phénomène commun aux campagnes de la région, a connu à Cuinzier l'ampleur avec laquelle elle s'est produite dans la plupart des communes rurales des environs.  Si du fait de la relative exiguïté de son territoire et de sa vocation plus industrielle et artisanale la commune n'a jamais été un terroir agricole d'importance il y avait encore 14 exploitations actives en 1988. Leur nombre s'est  considérablement réduit au cours des dernières décennies; il en restait 10 en 2000, 4 en 2010. Actuellement subsistent deux GAEC d'élevage bovin l'un au lieudit le Pilon l'autre au lieudit Cortant. S'y ajoute un éleveur indépendant au lieudit les Frontières, au Pilon un élevage ovin et au Mont Rolland une activité de pressoir -transformation de fruits. On compte ainsi dans la commune une exploitation pour 180  habitants soit une proportion bien plus faible que dans certaines communes environnantes -1 exploitation pour 51 habitants à Mars, 1 pour 57 à Écoche, 1 pour 90 à Jarnosse . La surface agricole utile totale - 428 hectares - en 2010 date du dernier recensement agricole en date)  s'est maintenue à peu près au même niveau depuis une trentaine d'années.
La pédologie et le climat expliquent la part très prédominante des herbages - 336 ha - par rapport aux labours, 62 ha. Les trois  exploitations de la commune pratiquant l'élevage bovin relèvent de la filière viande, avec des cheptels de race charolaise, activité conforme à la spécialité dominante dans la région. Le nombre de têtes de  gros bétail a notablement augmenté depuis trois décennies passant de 416 en 1988 à 580 en 2010.

## Représentation

### Conseillers d'arrondissement (de 1833 à 1940)
| Période                                  | Période          | Identité                      | Étiquette       | Qualité |
| ---------------------------------------- | ---------------- | ----------------------------- | --------------- | --- |
| 1833                                     | 1839             | Jean Marie Duperron           |                 | Juge de paix à Belmont                                                                                      |
| 1839                                     | 1848             | Antoine-Marie Jacotin         |                 | Juge de paix à Belmont                                                                                      |
|                                          |                  |                               |                 | |
| 1861                                     | 1865 (démission) | M. Andriot                    |                 | Juge de paix à Belmont, nommé percepteur en 1865                                                            |
| 1865                                     |                  | M. Billet-Deville             |                 | Maire de La Gresle                                                                                          |
|                                          |                  |                               |                 | |
|                                          | 1884 (démission) | M. Guyot                      |                 | |
| 1884                                     |                  | René-Antoine Tardy            | Opportuniste    | Notaire à Sevelinges, suppléant du juge de paix                                                             |
|                                          |                  |                               |                 | |
| 1913                                     | 1924             | Camille Chavanon (1869-1946)  | Conservateur    | Industriel ,maire de Belmont                                                                                |
| 1925                                     | 1937             | Joseph Delêtre (1868-1952)    | URD             | Cafetier et teinturier, maire de La Gresle (1924-1931)                                                      |
| 1937                                     | 1940             | Gustave Bonnetain (1886-1971) | Union nationale | Comptable, maire de La Gresle (1931-1945)                                                                   |
| 1940                                     |                  |                               |                 | Les conseils d'arrondissement ont été suspendus par la loi du 12 octobre 1940 et n'ont jamais été réactivés |
| Les données manquantes sont à compléter. |                  |                               |                 | |

### Conseillers généraux de 1833 à 2015
| Période | Période      | Identité                 | Étiquette     | Qualité                                                                           |
| ------- | ------------ | ------------------------ | ------------- | --------------------------------------------------------------------------------- |
| 1833    | 1838         | Pierre Goyne (1772-1847) |               | Propriétaire, rentier, maire de Saint-Germain-la-Montagne                         |
| 1838    | 1848         | Antoine Billiet          |               | Propriétaire à La Gresle                                                          |
| 1848    | 1852         | André Pomey              |               | Notaire à Belmont                                                                 |
| 1852    | 1880         | François Glattard        | Droite        | Filateur, maire d'Écoche                                                          |
| 1880    | 1886         | Louis Longin             | Républicain   | Propriétaire, maire de Belleroche                                                 |
| 1886    | 1892         | Hippolyte Blanchard      | Républicain   | Notaire à Belmont                                                                 |
| 1892    | 1904         | Amédée Périer            | Républicain   | Avocat, bâtonnier de l'Ordre à Roanne                                             |
| 1904    | 1908 (décès) | Félicien Péni            | Républicain   | Capitaine d'artillerie et percepteur en retraite, Belmont                         |
| 1908    | 1924 (décès) | Stéphane Remontet        | Bloc national | Industriel - Maire de La Gresle                                                   |
| 1924    | 1940         | Camille Chavanon         | Conservateur  | Industriel - Maire de Belmont (1912-1929), conseiller d'arrondissement            |
|         |              |                          |               |                                                                                   |
| 1945    | 1973         | Henri Desseigne          | DVD>MRP>UC    | Directeur de tissages Sénateur (1959-1974) Maire de Cuinzier, conseiller régional |
| 1973    | 1979         | Bernard Ézac             | UDF-CDS       | Maire de Belmont-de-la-Loire (1973-1983)                                          |
| 1979    | 1998         | Jean-Baptiste Chabrier   | DVD puis UDF  | Maire de Cuinzier (1971-1990)                                                     |
| 1998    | 2015         | Jean-Paul Defaye         | DVD           | Retraité de La Poste Maire d'Écoche (1989-2014) Vice-Président du Conseil Général |

## Composition
Le canton de Belmont-de-la-Loire groupait neuf communes et comptait 5 374 habitants (recensement de 2007 sans doubles comptes).
| Communes                  | Population (2012) | Code postal | Code Insee |
| ------------------------- | ----------------- | ----------- | ---------- |
| Arcinges                  | 172               | 42460       | 42007      |
| Belleroche                | 251               | 42670       | 42014      |
| Belmont-de-la-Loire       | 1 515             | 42670       | 42015      |
| Le Cergne                 | 701               | 42460       | 42033      |
| Cuinzier                  | 574               | 42460       | 42079      |
| Écoche                    | 506               | 42670       | 42086      |
| La Gresle                 | 830               | 42460       | 42104      |
| Saint-Germain-la-Montagne | 201               | 42670       | 42229      |
| Sevelinges                | 624               | 42460       | 42300      |

## Démographie
| 1962  | 1968  | 1975  | 1982  | 1990  | 1999  | 2009  |
| ----- | ----- | ----- | ----- | ----- | ----- | ----- |
| 4 685 | 5 172 | 4 822 | 4 879 | 5 010 | 5 076 | 5 530 |